# بهداد اسفهبد
سید بهداد اسفهبد میر حسین‌زاده سرابی برنامه‌نویس و توسعه‌دهنده ایرانی و مدافع نرم‌افزار آزاد است. او نویسنده و توسعه‌دهنده اصلی برنامه‌های حرف‌باز، پانگو و فری‌بیدی است. این برنامه‌ها به صورت گسترده در برنامه‌های دیگر از جمله گنوم، گوگل کروم، فایرفاکس و لیبره‌آفیس به منظور قالب‌بندی و طرح‌بندی متون مورد استفاده قرار می‌گیرند. اسفهبد همچنین مشارکت‌هایی هم در پروژه گنوم داشته‌است. اسفهبد از سال ۲۰۰۳ در کانادا زندگی می‌کند و قبلاً برای شرکت ردهت و در حال حاضر برای گوگل کار می‌کند. او در سال ۲۰۱۳، جایزه متن‌باز اورایلی را به خاطر پروژه حرف‌باز دریافت کرد.
او در یازدهمین و دوازدهمین دوره‌های المپیاد جهانی کامپیوتر در ۱۹۹۹ و ۲۰۰۰ به ترتیب برنده مدال‌های نقره و طلا شد.
اسفهبد یکی از اعضای کلیدی پروژه فارسی‌وب و همچنین از اعضای کمیته دوجهته‌سازی متون در کنسرسیوم یونیکد است.

## بازداشت در ایران
اسفهبد در تاریخ ۱۵ ژانویه ۲۰۲۰، ساعت ۱۱ صبح توسط نیروهای لباس شخصی سازمان اطلاعات سپاه به اتهام فعالیت علیه نظام بازداشت شد. در پیامی که در ۱۷ اوت منتشر کرد اعلام کرد به مدت ۷ روز، روزانه به مدت بیش از شش ساعت از او بازجویی شده‌است.اطلاعات سپاه به وی پیشنهاد داده بود که در صورت همکاری و جاسوسی از فعالان خارج از ایران وی آزاد خواهد شد.